# Lucio Giulio Libone
Lucio Giulio Libone (latino: Lucius Iulius Libo) (fl. III secolo a.C.) è stato un politico e generale romano.

## Biografia
Fu eletto console nel 267 a.C. con Marco Atilio Regolo tre anni prima dello scoppio della prima guerra punica. I due consoli mossero guerra contro i Messapi nella Penisola Salentina e li sconfissero in breve tempo. I due consoli conquistarono buona parte della Puglia e in particolare Brindisi. Questo porto dava a Roma il controllo dell'imbocco del Mare Adriatico ed era posto nel punto più vicino alle coste della Grecia, prossimo obiettivo delle mire espansionistiche di una Roma che già stava dilagando verso la Pianura Padana e l'Illiria.
Per i successi ottenuti ad entrambi i consoli fu tributato il trionfo.. Era un antenato di Giulio Cesare.